# Ingersleben (Turíngia)
Ingersleben é uma vila e antigo município da Alemanha localizado no distrito de Gota, estado da Turíngia.  Pertence ao verwaltungsgemeinschaft de Nesse-Apfelstädt-Gemeinden. Desde 1 de dezembro de 2009, faz parte do município de Nesse-Apfelstädt.